# Кавалера Конспираси
„Кавалера Конспираси“ е хевиметъл супергрупа, сформирана през 2007 г. във Финикс, щата Аризона, САЩ от Макс и Игор Кавалера.
Групата бележи края на 10-годишната вражда между братя Кавалера, които са основатели и на Sepultura в началото на 1980-те.

## История
След разделянето на братя Кавалера, Макс създава Soulfly, а Игор записва още 4 албума с Sepultura преди да напусне през януари 2006 г. През юли същата година Макс получава обаждане от брат си, като в края на разговора го кани във Финикс на концерт на Soulfly. Игор взима участие в 2 кавъра на Sepultura. След края на шоуто Макс предлага на Игор проекта Inflikted като името по-късно е сменено на Cavalera Conspiracy.

## Състав
| Настоящи членове - Макс Кавалера – вокали и китара (2007–) - Игор Кавалера – барабани (2007–) |  | Предишни членове - Джо Дюплантър – бас (2007–2008) - Джони Чоу – бас (2008–2012) - Марк Ризо – китара (2007–2021) - Нейт Нютън – бас (2013–2015) - Тони Кампос – бас (2012–2014, 2016–2017) |

## Дискография

### Албуми
- Inflikted (2008) (Roadrunner Records)
- Blunt Force Trauma (2011) (Roadrunner Records)
- Pandemonium (2014) (Napalm Records)
- Psychosis (2017) (Napalm Records)

## Cavalera Conspiracy в България
- 15 ноември 2016 – София[1]